# Ernest Daudet

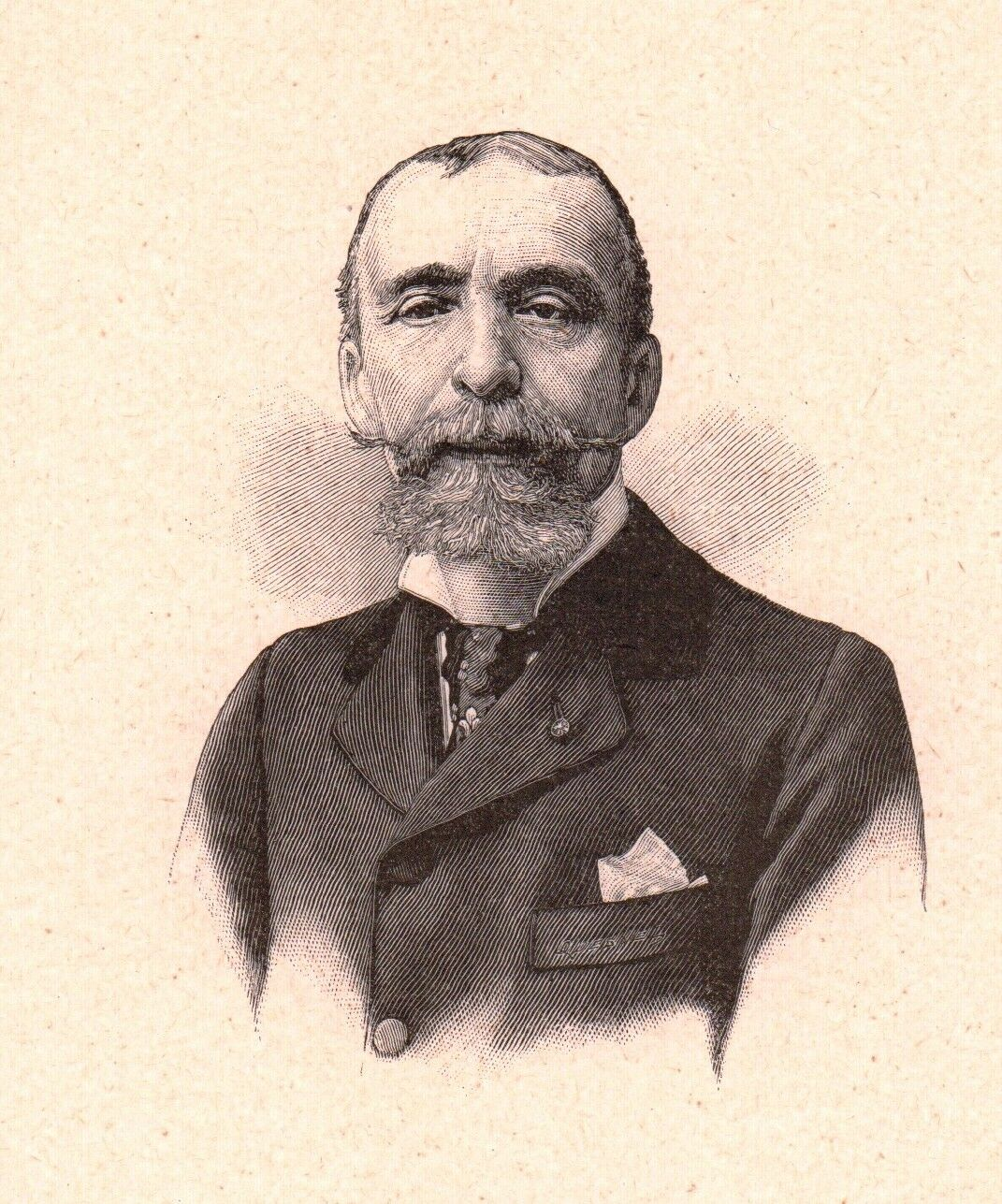
Ernest Daudet

Louis Marie Ernest Daudet, född 31 maj 1837, död 21 augusti 1921, var en fransk historiker och författare. Han var bror till Alphonse Daudet.
Daudet var ämbetsman under andra kejsardömet och därutöver verksam som publicist. Från 1871 ägnade han sig helt åt journalistiken och var tidvis redaktör bland annat för Journal officiel och Petit moniteur, samt en av de ledande journalisterna inom den rojalistiska pressen. Dessutom ägnade Dautet sig åt skönlitterärt författarskap och historisk forskning. Som historiker studerade han främst de rojalistiska krafterna under revolutionen och restaurationen. Som hans främsta verk märks Historie de l'émigration française (3 band, 1904-1907).